# F (serviço de metrô de Nova Iorque)

Serviço F
(Sixth Avenue Local)

Serviço F (Sixth Avenue Local) é um dos serviços (rotas) de trânsito rápido do metrô de Nova Iorque. Sobre os sinais de estações e de rota, e no mapa do metrô oficial deste serviço é marcado por uma etiqueta laranja (), porque em Manhattan esta rota utiliza a linha IND Sixth Avenue Line. Este serviço tem 45 estações em operação.